# Jerzy Kapłański
Jerzy Kapłański (ur. 7 października 1949 we Wrocławiu, zm. 30 maja 2023 tamże) – polski malarz.

## Życiorys
Studiował na PWSSP we Wrocławiu na Wydziale Malarstwa, Grafiki i Rzeźby. Dyplom uzyskał z zakresu malarstwa w Pracowni prof. Zbigniewa Karpińskiego w 1975 roku. Zajmuje się malarstwem sztalugowym w szczególności portretem. Brał udział w licznych wystawach indywidualnych i zbiorowych. Jego prace znajdują się w zbiorach Muzeum Narodowego w Warszawie, Zamku Książ oraz w Klasztorze Księgi Henrykowskiej, a także w prywatnych kolekcjach w kraju i za granicą. 
Artysta został wyróżniony licznymi nagrodami za zasługi dla kultury Wrocławia i Dolnego Śląska (m.in. tytułem Honorowego Obywatela Wrocławia). Mieszkał w Brzezinie (gm. Miękinia, woj. dolnośląskie).

## Wystawy indywidualne
1. 1976 Salon Zimowy ART, Wrocław
2. 1978 DFSA, Wrocław
3. 1980 Okręgowy Klub Oficerski, Wrocław
4. 1984 Klub Związków Twórczych, Wrocław
5. 1985 Biuro Wystaw Artystycznych Awangarda, Wrocław
6. 1985-1990 Klub Muzyki i Literatury, Wrocław
7. 1985-1990 Klub MPiK, Wrocław
8. 1986 Klub MPiK, Jelenia Góra
9. 1986 Instytut Polski, Sztokholm
10. 1986 BWA Awangarda, Wrocław
11. 1986 BWA Zamek Książ
12. 1988 Galeria Prezentacje- Kompozycje kwiatowe z wojnowickich łąk i pól
13. 1989 Ekspozycje na Targach Sztuki Interart, Poznań
14. 1996 Galeria Bram Hobro, Dania
15. 1996 Wojnowice
16. 1998 Muzeum regionalne, Środa Śląska
17. 2000 Wrocławianie 2000, Wrocław
18. 2003-2004 Ciągła odsłona, Muzeum Archidiecezjalne, Wrocław
19. 2004 Ciągła odsłona, Lubin
20. 2005 Dopełnienie, Muzeum Ziemi Prudnickiej, Prudnik
21. 2005 Dopełnienie, Muzeum Piastów Śląskich, Brzeg
22. 2007 Wystawa Malarstwa, Galeria Sztuki Współczesnej Krystyna Kowalska, Wrocław
23. 2007 Monolog, Galeria BrowArt, Wrocław
24. 2008 Wystawa Malarstwa, Dom Kultury, Środa Śląska
25. 2009 Wystawa Malarstwa, Dom Kultury, Miękinia
26. 2010 Kapłański & Kapłański, Centrum Kultury Zamek, Wrocław